# Hughes Ridge
Hughes Ridge ist ein nordost-südwestlich verlaufender und 5,5 km langer Gebirgskamm im ostantarktischen Viktorialand. In der Cartographers Range der Victory Mountains ragt er bis zu 2420 m hoch an der Ostflanke des Lawson-Gletschers auf.
Das Advisory Committee on Antarctic Names benannte ihn 2009 nach dem Dwight Sturtevant Hughes, leitender Softwareentwickler und Teamleiter des Geographic Names Information System von 1993 bis 2009.